# Paradise Cay (Califórnia)

Localizada no Califórnia

Paradise Cay é uma vila localizada no estado americano da Califórnia, no condado de Marin.